# Macedonia del Norte en los Juegos Europeos de Cracovia 2023
Macedonia del Norte participó en los Juegos Europeos de Cracovia 2023 con un equipo de 38 deportistas. Responsable del equipo nacional fue el Comité Olímpico Macedonio.

## Medallistas
El equipo de Macedonia del Norte obtuvo las siguientes medallas:
| Nombre              | Deporte   | Competición |
| ------------------- | --------- | ----------- |
| Oro                 |           |             |
| —                   |           |             |
| Plata               |           |             |
| Deyan Gueorguievski | Taekwondo | +87 kg M    |
| Bronce              |           |             |
| —                   |           |             |